# Giovanni Tedeschi
Giovanni Tedeschi (Montecchio Emilia, 9 augustus 1987) is een Italiaans autocoureur.

## Carrière
Tedeschi begon zijn autosportcarrière in het karting in 2002 en werd derde in de ICA-klasse van de Torneo Industrie. In 2003 maakte hij de overstap naar het formuleracing, waarin hij zijn debuut maakte in de Formule Renault Monza en werd zeventiende in dit kampioenschap met 18 punten.
In 2004 begon Tedeschi het seizoen in de World Series Lights bij het team Vergani Formula, waarin twee vierde plaatsen op het Circuit Zolder en het Circuit Magny-Cours hem een negende plaats in het kampioenschap opleverden. Halverwege het seizoen promoveerde Vergani hem echter naar de World Series by Nissan, waarin hij met een elfde plaats op het Circuit de Catalunya als beste resultaat puntloos op de 26e plaats in het klassement eindigde.
In 2005 reed Tedeschi een volledig seizoen in de World Series by Nissan, dat de naam had veranderd naar Formule Renault 3.5 Series, maar stapte over naar het team RC Motorsport. Dat jaar wist hij echter opnieuw weinig indruk te maken; met een veertiende plaats op het Autodromo Nazionale Monza als beste resultaat werd hij puntloos 34e in de eindstand.
In 2006 maakte Tedeschi de overstap naar de F3000 International Masters, waarin hij uitkwam voor het team Pro Motorsport. Hierin kende hij meer succes met twee podiumfinishes op Istanbul Park en een pole position met een derde podiumplaats op het Autódromo do Estoril. Mede hierdoor eindigde hij op de zesde plaats in het kampioenschap met 36 punten. Hierna kwam hij niet meer uit in grote internationale kampioenschappen.